# Michal Ambrož
Michal Ambrož (23. ledna 1954, Havlíčkův Brod, Československo – 31. října 2022) byl český rockový zpěvák, kytarista, skladatel a textař, nejvíce známý jako frontman skupin Jasná Páka, Hudba Praha, Divoký srdce a Michal Ambrož a Hudba Praha. Moderoval pořady Kalumet i Naděje Beatu na Radiu Beat. Považoval se za monarchistu a mimo hudební činnost také řídil provoz malé vodní elektrárny na řece Sázavě; jeho prastrýcem byl malíř Jan Zrzavý.
Michal Ambrož zemřel 31. října 2022; Na poslední cestu jej vyprovodili ve Velké obřadní síni Strašnického krematoria hudebníci David Koller, Petr Janda, Luboš Pospíšil, Jan Haubert, Jarmila Koblicová, grafik Karel Haloun, hudební publicisté Ondřej Bezr, Petr Korál, Jan Rejžek a další.
Podle publicisty Josefa Chuchmy se s Ambrožovým odchodem pomyslně zaklaply dveře za fenoménem jménem nová vlna v Čechách:
| „ | Nikdo z tuzemských hudebníků nereprezentoval onen tvůrčí nápřah z osmdesátých let tak jako on. | “ |